# Bridges (canción de Broods)
«Bridges» —en español: «Puentes»— es el primer sencillo del dúo neozelandés Broods, incluido en su EP debut Broods. Fue publicado como el primer sencillo de la banda por el sello discográfico Island Records el 3 de enero de 2014.

## Antecedentes y composición
«Bridges» fue escrito por los miembros de Broods Caleb y Georgia Nott junto a Joel Little. Georgia Nott concibió la canción y grabó un demo, el cual fue embellecido por Little. «Bridges» es una canción indie pop, y contiene instrumentación en piano y sintetizador. Se encuentra en tiempo común, y está escrito la mayoría bajo la clave de Mi menor pero cambia brevemente a Sol mayor.

## Lanzamiento
«Bridges» fue publicado en Soundcloud en octubre de 2013, y habilitada en descarga digital el 3 de enero de 2014. Polydor Records lanzó el sencillo en digital en Canadá el 14 de enero de 2014; el mismo día en que Polydor lanzó «Bridges» como sencillo promocional—el "Sencillo de la semana" de iTunes Store—en Estados Unidos. Capitol Records envió el sencillo a las estaciones de radio alternativas de Estados Unidos el 3 de marzo de 2014, y a las estaciones de rock moderno al siguiente día.

## Charts
| Chart (2014)                         | Posición |
| ------------------------------------ | -------- |
| Australia (ARIA)                     | 51       |
| Nueva Zelanda (Recorded Music NZ)    | 8        |
| Estados Unidos (Alternative Airplay) | 25       |